# Jean Preudhomme

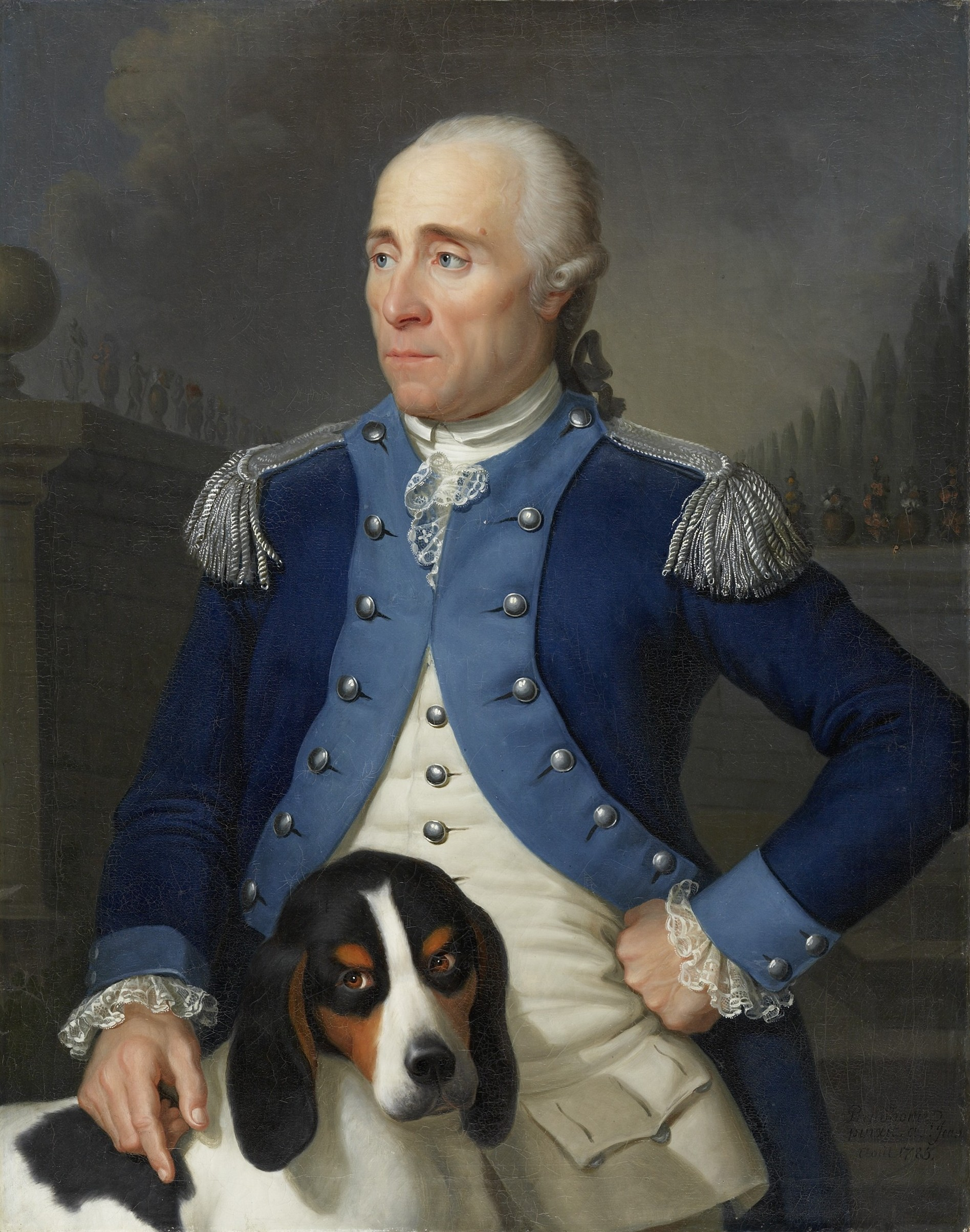
Franz Rudolf Frisching in der Uniform eines Obersten der Berner Jäger mit seinem Berner Laufhund, gemalt von Jean Preudhomme, 1785

Jean Preudhomme oder Preud'ho(m)me oder Prudhomme (getauft am 23. November 1732 in Rolle; begraben am 20. Juli 1795 in La Neuveville) war ein Schweizer Maler.

## Leben und Werk
Jean Preudhomme war in Paris Schüler der bekannten Maler Jean-Baptiste Leprince und Jean-Baptiste Greuze. Preudhomme arbeitete als Genre- und Landschaftsmaler, als Porträtist und Tiermaler. Er war auch als Zeichner tätig. Seine Spezialität war jedoch die Porträtmalerei. In der Schweiz wirkte er vor allem in Genf, Lausanne, Neuchâtel und Bern. 1782 bis 1786 bezeichnete man ihn in einer schweizerischen Publikation als «portraitiste à la mode». Arbeiten, insbesondere Porträts dieses Malers, werden nur sehr selten im Handel angeboten.
In der Sammlung des National Museum of Scotland befindet sich das 1774 entstandene Gemälde: Portrait of Douglas, 8th Duke of Hamilton, on his Grand Tour with his Physician Dr John Moore and the Latter's son John. Im Hintergrund dieses Gemäldes ist die Stadt Genf zu sehen, wo Preudhomme das Gemälde gemalt hat. Der Duke of Hamilton und seine Begleiter lebten zwei Jahre in Genf.
1789 fertigte Preudhomme ein Porträt von Friedrich Wilhelm II. an. Das Porträt befindet sich im Musée d’art et d’histoire von Neuchâtel. Als Vorlage für das Porträt diente Preudhomme vermutlich ein Porträt in Lebensgrösse des Königs, welches der Gouverneur von Béville 1788 der Stadt Neuchâtel für das neue Rathaus geschenkt hatte.
Das Musée Rath besitzt ein Damenporträt von Preudhomme.